# Zdynia (rzeka)
Zdynia – niewielka rzeka w Beskidzie Niskim, prawy dopływ Ropy. Długość ok. 20 km. Górny tok nosił dawniej nazwę Konieczna, obecnie nazywany jest Zdynianką. Główne dopływy lewobrzeżne: Regetówka i Plebański Potok, prawobrzeżne: Jahniacze, Gładyszówka i Oderniewski Potok.
Źródła na wysokości ok. 600–610 m n.p.m., na północno-zachodnich stokach Beskidu, pod głównym wododziałem karpackim, tuż przy granicy państwowej polsko-słowackiej. Początkowo przez niespełna 2 km źródłowy ciek spływa w kierunku południowo-zachodnim, lecz już w Koniecznej skręca ku północnemu zachodowi. Mocno meandrując płynie przez Zdynię, a następnie przez Smerekowiec. W tej drugiej wsi przyjmuje swoje dwa największe dopływy: Regetówkę i Gładyszówkę, po czym jej tok wykręca łukiem ku południowemu zachodowi, opływając od północy górę Banne. W Kwiatoniu ponownie skręca ku północnemu zachodowi, by w Uściu Gorlickim, tuż przed cofką zbiornika w Klimkówce, na wysokości ok. 400 m n.p.m. ujść do Ropy.
Doliną Zdyni na całej prawie jej długości (poza niespełna dwukilometrowym odcinkiem źródłowym) biegną drogi publiczne, w tym w górnym biegu (przez Zdynię i Konieczną) – droga wojewódzka nr 977 do przejścia granicznego Konieczna - Becherov na granicy ze Słowacją.